# Megamede
Megamede (en grec antic: Μεγαμήδη) va ser, segons la mitologia grega, una filla d'Arneu i l'esposa de Tespi, heroi beoci i epònim i rei de la ciutat de Tèspies. Una de les tradicions la fa mare de les cinquanta filles de Tespi, les Tespíades.
Tespi i Megamede tenen a veure amb el cicle de llegendes sobre Hèracles. Quan Hèracles perseguia el lleó de Citeró, que feia estralls entre els ramats de Tespi i els d'Amfitrió, a la veïna Tebes, es va instal·lar al palau de Tespi, caçant durant el dia i tornant a dormir al palau a la nit. El rei, que desitjava tenir nets d'un heroi tan important, posava al seu llit cada nit una de les seves filles. L'heroi, esgotat per la cacera, no s'adonava del canvi, i creia que tenia sempre la mateixa companya de llit. Totes elles van concebre un fill d'Hèracles.
De vegades les tespíades no són totes filles de Megamede, sinó de diferents concubines de Tespi.